# Olivier Karekezi
Olivier Karekezi, född 25 maj 1983 i Kigali, är en fotbollsspelare från Rwanda. Hans naturliga position är anfallare men kan även spela som offensiv mittfältare.
Karekezi skrev på för allsvenska Helsingborgs IF 2005 och lämnade därmed sin moderklubb APR FC i Rwanda. Han blev snart en nyckelspelare för klubben med 11 gjorda mål i Allsvenskan 2006. Under säsongen hade han svårt att slå sig in i laget, mycket beroende på Henrik Larssons och Luton Sheltons storspel tillsammans, men lyckades ändå skrapa ihop till de elva som en sann måltjuv.
Karekezi spelade även i Rwandas fotbollslandslag, och han representerade sitt land i Afrikanska mästerskapet 2004. 

## Meriter
- Svensk cupvinnare med Helsingborgs IF 2006